# جيني ماي (شركة)
تأسست الرابطة الوطنية للرهن العقاري الحكومية ( GNMA ) ، أو جيني ماي ، في الولايات المتحدة في عام 1968 لتعزيز ملكية المنازل. باعتبارها شركة حكومية مملوكة بالكامل داخل وزارة الإسكان والتنمية الحضرية (HUD) ، تتمثل مهمة جيني ماي في توسيع تمويل الإسكان بأسعار معقولة في أمريكا من خلال ربط الرسملة المحلية والعالمية بأسواق تمويل الإسكان في البلاد ، وتوفير السيولة في السوق للإقراض العقاري برعاية فدرالية البرامج.
يسمح ضمان جيني ماي لمقرضي الرهن العقاري بالحصول على سعر أفضل لقروضهم في أسواق رأس المال . يمكن المقرضين ثم استخدام العائدات لجعل قروض الرهن العقاري الجديدة المتاحة للمستهلكين. يساعد هذا أيضًا في خفض تكاليف التمويل وخلق فرص للإسكان المستدام وبأسعار معقولة للعائلات التي تسعى للحصول على ملكية المنزل.

### الشركات
- فاني ماي
- البنوك الاتحادية قرض المنزل
- فريدي ماك
- فارمر ماك
- صناديق الولايات المتحدة الأمريكية

## روابط خارجية
- الموقع الرسمي